# Кирилюк Артемій
Артемій Кирилю́к (англ. Artemij Kyryliuk; 12 квітня 1911, Великі Загайці — 20 червня 1970, Філадельфія) — український  живописець; член українського мистецького гуртка «Спокою» у Варшаві, Української спілки образотворчих мистців у Канаді та філадельфійського відділення Об'єднання митців-українців в Америці.

## Життєпис
Народився 12 квітня 1911 року в селі Великих Загайцях (нині Кременецький район Тернопільської області, Україна). 1934 року закінчив Технічний ліцей у Вишневці і протягом 1934—1939 років продовжив здобувати освіту у Варшавській школі малярства і прикладного мистецтва.
У 1941 році закінчив педагогічний курс у місті Криниці, після чого працював учителем рисунка в Школі дерев'яного промислу в Коломиї. 1944 року виїхав до Австрії, де брав участь у виставках Австрійського мистецького об'єднання. 1951 року емігрував до Канади і прожив у Торонто до 1964 року, після чого переїхав у Сполучені Штати Америки до Філадельфії.
Помер у Філадельфії 20 червня 1970 року. Похований у Баунд-Бруці.

## Творчість
Працював у галузі станкового живопису. Під час перебування в Канаді писав пейзажі, картини з урбаністичними мотивами, переважно олійною технікою. У цей період написав картини «Острів», «Осінь», «Озеро», «Вівсяні копи», «Місто», «Відпочинок» та інші. Картини виставляв на виставках Української спілки образотворчих мистців Канади. Одна із картин — «Краєвид із Канади» (1956), зберігається у фондах Музею митрополита Йосипа Сліпого.
У США малював переважно пейзажі та урбаністичні картини, у реалістичному стилі створив кілька портретів та композицій, зокрема «Місто», «Осінній краєвид», «Над озером», «Доми», «Шопа», «Жнива», «Квіти». Брав участь у художніх виставках в Європі та Америці.

## Вшанування
Зі спадщини художника у Баунд-Бруці створено фундацію імені Артемія Кирилюка, яка надає допомогу мистецьким виданням в діаспорі та нагороди за твори молодих митців на річних виставках Об'єднання митців-українців в Америці.